# Attentat de la route d'al-Tojjar
L'attentat de la route d'al-Tojjar a lieu le 4 novembre 2017, lors de la guerre civile syrienne.

## Déroulement
L'attentat a lieu dans le contexte d'une offensive menée par les Forces démocratiques syriennes contre l'État islamique au nord du gouvernorat de Deir ez-Zor. Elle a lieu sur la route d'al-Tojjar, entre l'usine de gaz de Conoco et le champ d'al-Abza, dans une zone désertique contrôlée par les Forces démocratiques syriennes à l'est de la ville de Deir ez-Zor, reprise par le régime syrien deux jours plus tôt,. Un véhicule piégé explose alors au milieu de personnes déplacées fuyant les combats. Selon l'Observatoire syrien des droits de l'homme (OSDH), le bilan élevé est dû au fait qu'« un nouveau convoi de déplacés était en train de rejoindre le rassemblement au moment de l'attaque ».

## Bilan
Selon l'Observatoire syrien des droits de l'homme (OSDH), l'attentat fait au moins 75 morts, dont des dizaines de femmes et d'enfants, et 140 blessés,. Deux membres des Forces démocratiques syriennes sont également tués et quatre autres blessés par l'explosion.

## Revendication
L'attaque n'est pas revendiquée, mais l'OSDH l'impute à l'État islamique,.